# Paral·lelepípede
En geometria, un paral·lelepípede (d'acord amb la seva etimologia en grec παραλληλ-επίπεδον, un cos que te "plans paral·lels") és un cos tridimensional format per sis paral·lelograms. És a un paral·lelogram com un cub és a un quadrat: La geometria euclidiana admet els quatre conceptes però la geometria afí només admet paral·lelograms i paral·lelepípedes. Tres definicions equivalents de paral·lelepípede són:
- un políedre de sis cares (hexàedre), cada una de les quals és un paral·lelogram,
- un hexàedre amb tres parells de cares paral·leles, i
- un prisma la base del qual és un paral·lelogram.

L'ortòedre (sis cares rectangulars), el cub (sis cares quadrades), i el rombòedre (sis cares ròmbiques) són casos concrets de paral·lelepípedes.
Els paral·lelepípedes són un subconjunt dels prismatoides.

## Propietats
Qualsevol dels tres parells de cares paral·leles es pot veure com els plans base del prisma. Un paral·lelepípede té tres conjunts de quatre arestes paral·lels; les arestes de cada conjunt són de la mateixa llargada.
Els paral·lelepípedes resulten de transformacions lineals d'un cub (per a casos no degenerats: les transformacions lineals són bijectives).
Ja que cada cara té simetria rotació entorn d'un punt, tot paral·lelepípede és un Zonoèdre. També el paral·lelepípede sencer té simetria de rotació entorn d'un punt Ci (vegeu també sistema cristal·lí triclínic). Cada cara és, vista des de l'exterior, la imatge especular de la cara oposada. Les cares són en general quirals, però el paral·lelepípede no ho és.
És possible un enrajolat de l'espai amb còpies congruents de qualsevol paral·lelepipede.

## Volum

Vectors que defineixen un paral·lelepípede.

El volum d'un paral·lelepípede és el producte de l'àrea de la seva base A per la seva alçada h. La base és qualsevol de les sis cares del paral·lelepípede. L'alçada és la distància perpendicular entre la base i la cara oposada.
Un mètode alternatiu defineix els vectors a = (a1, a₂, a₃), b = (b1, b₂, b₃) i c = (c1, c₂, c₃) per representar tres arestes que es troben en un vèrtex. El volum del paral·lelepípede llavors és igual al valor absolut del producte mixt a · (b × c):
{\displaystyle V=|\mathbf {a} \cdot (\mathbf {b} \times \mathbf {c} )|=|\mathbf {b} \cdot (\mathbf {c} \times \mathbf {a} )|=|\mathbf {c} \cdot (\mathbf {a} \times \mathbf {b} )|}
Això és cert perquè, si es tria b i c per representar les arestes de la base, l'àrea de la base és, per definició de producte escalar:
A = |b| |c| sin θ = |b × c|,
on θ és l'angle enetre b i c, i l'alçada és 
h = |a| cos α,
on α és is l'angle intern entre a i h.
A partir de la figura, es pot deduir que la magnitud de α està limitada a 0° ≤ α < 90°. En canvi, el vector b × c pot formar amb a un angle intern més gran que 90° (0° ≤ β ≤ 180°). És a dir, com que b × c és paral·lel a h, el valor de β és o bé β = α o bé β = 180° − α. Per tant
cos α = ±cos β = |cos β|,
i
h = |a| |cos β|.
En conclusió 
V = Ah = |a| |b × c| |cos β|,
el que és, per definició de producte escalar, equivalent al valor absolut de a · (b × c), Q.E.D..
Aquesta última expressió també és equivalent al valor absolut del determinant de la matriu tridimensinal formada fent servir a, b i c com a files (o columnes):
{\displaystyle V=\left|\det {\begin{bmatrix}a_{1}&a_{2}&a_{3}\\b_{1}&b_{2}&b_{3}\\c_{1}&c_{2}&c_{3}\end{bmatrix}}\right|.}
Aquest resultat s'obté aplicant la regla de Cramer.

## Casos especials

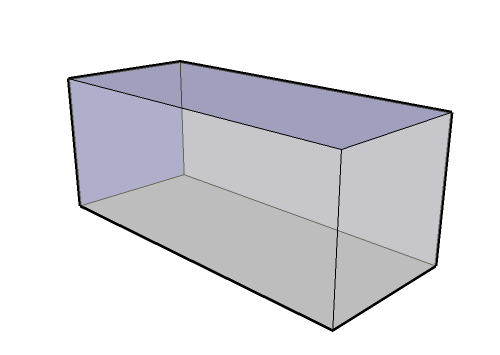
Un paral·lelepípede rectangular o cuboide

Hi ha dos casos de paral·lelepípedes amb un pla de simetria:
- té quatre cares rectangulars
- té dues cares ròmbiques, mentre que les altres dues cares, dues adjacents són iguals entre si i les altres dues també (els dos parells són l'un de l'altre imatges especulars).

Vegeu també sistema monoclínic.
Un ortòedre, anomenat també un paral·lelepípede rectangular, és un paral·lelepípede tal que totes les seves cares són rectangles; un cub és un cuboide amb cares quadrades.
Un romboedre és un paral·lelepípede amb totes les cares ròmbiques; a trapezoedre trigonal és un romboedre amb cares ròmbiques congruents.

## Paral·lelòtop
Coxeter va anomenar Paral·lelòtop a la generalització del paral·lelepíped a dimensions superiors.
Específicament en l'espai n-dimensional s'anomena paral·lelòtop n-dimensional, o simplement n-paral·lelòtop. Així un paral·lelogram és un 2-paral·lelotop i un paral·lelepípede és un 3-paral·lelòtop.
Les diagonals d'un n-paral·lelòtop s'encreuen a un punt i aquest punt és el seu punt mig. La simetria respecte d'aquest punt deixa inalterat el n-paral·lelòtop.
Les arestes que conflueixen en un vèrtex d'un k-paral·lelòtop formen una base de l'espai vectorial, i el paral·lelòtop es pot reconstruir a partir d'aquests vectors, prenent combinacions lineals dels vectors, amb pesos entre 0 i 1.
L'hipervolum d'un n-paral·lelòtop submergit a {\displaystyle \mathbb {R} ^{m}} on {\displaystyle m\geq n} es pot trobar calculant pel determinant de Gram d'aquestes vectors.